# Aprilia Shiver 750
L'Aprilia Shiver 750, chiamata anche Aprilia SL 750 Shiver, è una motocicletta stradale sportiva del tipo naked prodotta dalla casa motociclistica italiana Aprilia dal 2007 al 2016.

## Descrizione
Presentato in anteprima nel novembre 2006 all'EICMA di Milano, la moto si caratterizza per essere tra le prime ad portare in dote il sistema Ride by Wire Technology su una moto di serie e su di un motore bicilindrico a V di 90°; il sistema consiste nella gestione elettronica di manopola del gas, acceleratore e corpo farfallato, che agisce attraverso una centralina e ne modifica la mappatura in base a tre modalità selezionabili dal motociclista. L'acceleratore elettronico "Ride by Wire" ha tre impostazioni denominate Sport, Touring e Rain. La modalità Sport è quella più performante, con il motore che eroga la massima potenza e coppia disponibile; la modalità Touring riduce la reattività del motore ammorbidendo e addolcendo l'erogazione; la modalità Rain riduce la coppia del 25%. Il quadro strumenti digitale è dotato di strumenti che includono anche indicatore di marcia.
Il motore, un bicilindrico frontemarciaa V di 90° da 749 cm³ con distribuzione a doppio albero a camme in testa, è capace di erogare 95 CV di potenza massima a 9000 giri/min e
81 Nm di coppia a 8500 giri/min. Il telaio è in alluminio a doppia trave per un peso totale dell'intera moto di 189 Kg a secco, gli ammortizzatori sono entrambi regolabili con una forcella a steli rovesciati da 43 mm sull'anteriore.
Della Shiver è stata derivata anche una versione parzialmente carenata nota come Shiver 750 GT, lanciata nel 2009 e prodotta fino al 2013.